# Ultras

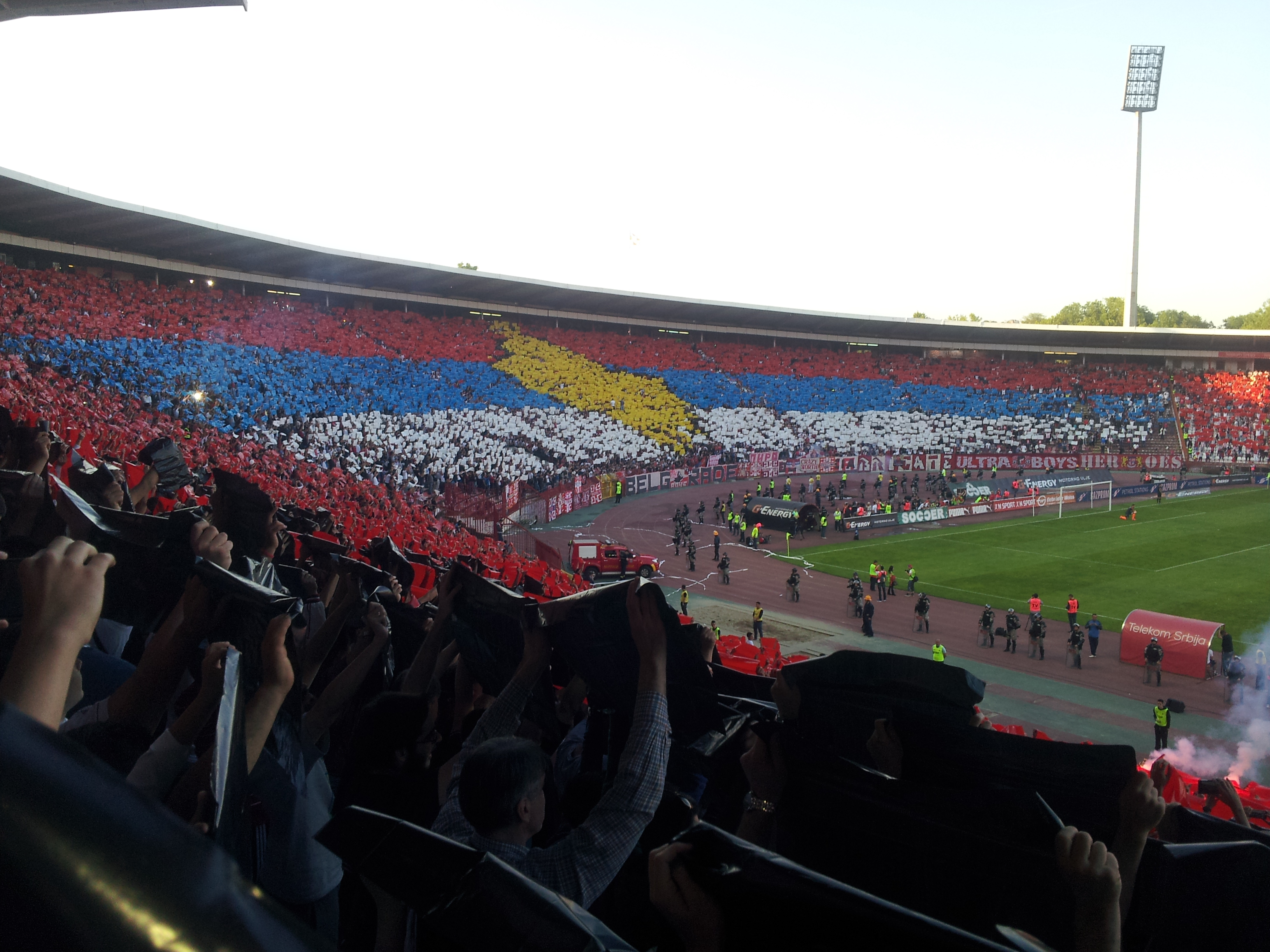
Coregrafia ultrașilor echipei Steaua Roșie Belgrad

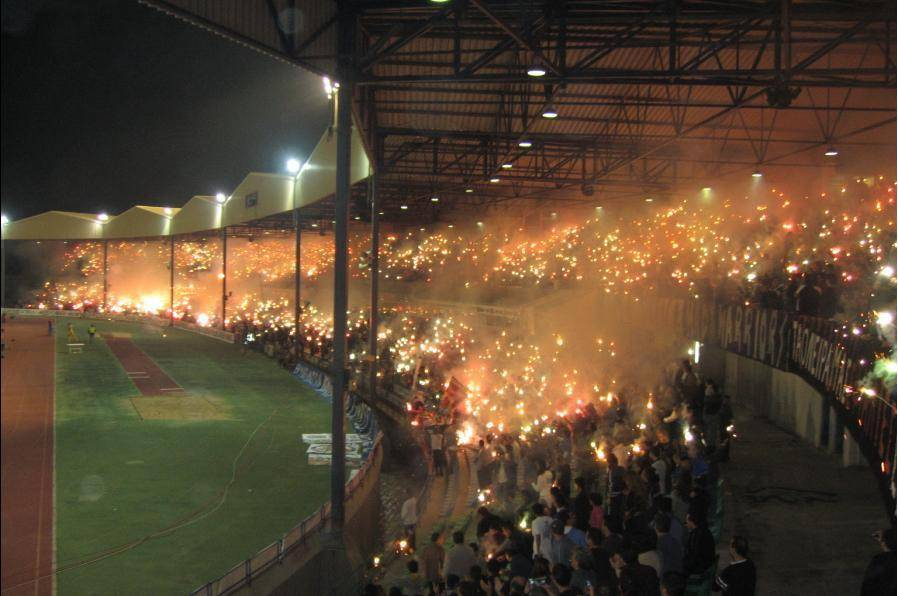
Pirotehnia ultrașilor echipei Apollon Limassol

Ultrașii sunt un tip de fani cunoscuți pentru susținerea fanatică. De obicei, aceștia sunt suporterii echipelor de fotbal din America de Sud și Europa, în prezent, însă, răspândindu-se pe toate continentele și fiind prezenți și la alte sporturi de echipă, precum baschetul, handbalul sau voleiul.
Materialele folosite de ultrași pot fi pirotehnice, coregrafice (așa-zisele tifo), tobe, cagule, eșarfe și fulare, steaguri, steaguri de gard, elemente de îmbrăcăminte de brigadă, dar și alte elemente care diferă de la o cultură la alta. Dar cel mai important să nu fie confundat cu huliganism 
Acțiunile ultrașilor sunt uneori extreme și pot fi influențate de ideologiile politice sau de rasism. În unele cazuri se ajunge ca dragostea pentru clubul favorit să ajungă pe planul doi, pe primul plan ajungând ura față de rivali. În ultimele decenii, cultura ultras s-a opus vehement comercializării sportului și a fotbalului, în particular.
În 2013, Associated Press a afirmat că mișcarea ultras din Egipt a fost una dintre cele mai organizate mișcări din țara respectivă de după Frăția Musulmană.

## Istorie
Originile mișcării sunt disputate, cu multe grupuri de suporteri care se afirmă în această problemă doar cu data înființării grupării lor. Disputa și confuzia sunt ațâțate de tendința (în mare parte europeană) de a categorisi toate grupurile de suporteri drept ultrași. Grupuri de suporteri comparabile cu ultrașii au apărut în Brazilia încă din anul 1939, când a fost formată prima torcida organizată. Inspirați de torcida și de culorile CM 1950, suporterii lui Hajduk Split au format Torcida Split, în data de 28 octombrie 1950. Grupul este considerat a fi prima torcida europeană.
O altă țară asociată cu fenomenul ultras este Italia. Primele grupuri de ultrași italieni s-au format în anul 1951, incluzând grupul Fedelissimi Granata al lui Torino. De-a lungul anilor '60 au apărut și alte grupuri, precum Fossa dei Leoni (Milan) și Boys San (Inter), primul fiind considerat primul grup de ultrași italieni, în adevăratul sens al cuvântului. Termenul Ultras a fost folosit pentru prima oară în anul 1969, când suporterii Sampdoriei formau grupul Ultras Tito Cucchiaroni, fanii torinezi formând grupul Ultras Granata. Acest tip de suport al fanilor, fiind asociat cu fotbalul italian, a luat amploare mai ales în anii '70, când tot mai multe grupuri de ultrași s-au format în toate zonele țării, în contrast cu cultura tradițională. Coregrafiile, steagurile de gard și mesajele reprezentative, steagurile imense, tobele și artificiile au devenit elemente obligatorii, grupurile italiene de ultrași dorind să ajungă la un nivel superior.
Mișcarea s-a extins în următoarele trei decenii, începând cu țările apropiate geografic de Italia. Efectele acestei mișcări au fost mai mari în unele țări și mai mici în altele, deoarece existau deja, în anumite țări, grupuri de suporteri mai vechi care aveau deja elemente din mișcarea ultras. Germania, Belgia și Olanda, țări ale căror fotbal fuseseră influențat sever de către fotbalul englez au suferit modificări importante la acest nivel. Fotbalul englez este un exemplu rar la nivel european de țară care nu a fost influențată de mișcarea ultras.
Cluburile din Egipt au devenit o puternică armă politică după mișcarea anti-Mubarak din anul 2011, dar erau cunoscute și pentru dușmănia de lungă durată împotriva poliției.  Când 38 de membri ai Ultras Devils au fost arestați pentru aparținerea de un grup ilegal în Shebeen al-Kom plus alte acuzații de violență, evenimentul a fost catalogat drept represiunea autorităților asupra organizațiilor. Ultrașii turci au avut și ei rolul lor la protestele din Turcia din anul 2013, când fanii rivalelor de-o viață Galatasaray, Fenerbahçe și Beșiktaș au protejat protestatarii și s-au aliat împotriva poliției. Poliția a răspuns cu raiduri în cartierul Beșiktaș, cel mai important teren al ultrașilor lui Beșiktaș, grupul Çarșı.

## Caracteristici
Grupurile de suporteri sunt de obicei concentrate alături de un grup de bază, de fondatori sau de lideri (ce tind să dețină controlul), având și mici subgrupuri, formate după prietenii, localizare sau ideologii politice. Ultrașii aleg diferite stiluri și mărimi pentru steagurile de gard ce poartă numele grupului lor. Unele grupări își vând propria marfă pentru a strânge fonduri pentru coregrafii sau pirotehnii. Un grup de ultrași poate avea de la câțiva suporteri la câteva mii, cu grupări numeroase cerând sectoare sau chiar peluze întregi rezervate doar pentru ei. Multe grupuri de suporteri au un purtător de cuvânt care discută anumite probleme cu conducerea clubului favorit, de cele mai multe ori acestea fiind prețul tichetelor, numărul de locuri alocate grupării dar și spațiul de stocare. Unele cluburi oferă tichete la preț redus grupărilor, spațiu de stocare al steagurilor sau altor elemente, dar și posibilitatea de a intra pe stadion mai devreme față de restul spectatorilor, pentru a pregăti eventuale coregrafii. Aceste relații sunt de obicei criticate atunci când ultrașii abuzează de puterile lor.

### Huliganism
Deși grupurile de ultrași pot deveni violente, majoritatea meciurilor la care aceștia participă nu au manifestări violente. Față de huligani, al căror scop este de a ataca grupuri de huligani ale altor echipe, ultrașii se concentrează pe susținerea favoriților. Unii huligani preferă să nu poarte însemnele clubului favorit sau al grupării din care fac parte atunci când merg în deplasare, pentru a nu fi detectați de polițiști. Ultrașii, pe de altă parte, preferă să-și prezinte cu mândrie însemnele clubului favorit sau ale grupării din care fac parte, oferindu-le șansa polițiștilor de a-i monitoriza cu atenție.
Totuși, uneori se întrece limita în unele țări între ultrași și huligani. În Italia, când clubul englez Middlesbrough a jucat un meci împotriva lui AS Roma în martie 2006, trei fani englezi au fost înjunghiați de către italieni.

## Controverse privind fenomenul ultras în România
O parte a suporterilor asociați cu fenomenul ultras au fost criticați de-a lungul anilor, prin prisma faptului că ar fi plătiți de club să vină la stadion, dar și pentru participarea la manifestațiile politice..

## Ultras România
În România, mai multe galerii își revendică întâietatea pe planul ultras: steliștii, rapidiștii, timișorenii și petroliștii.

### Rapid București

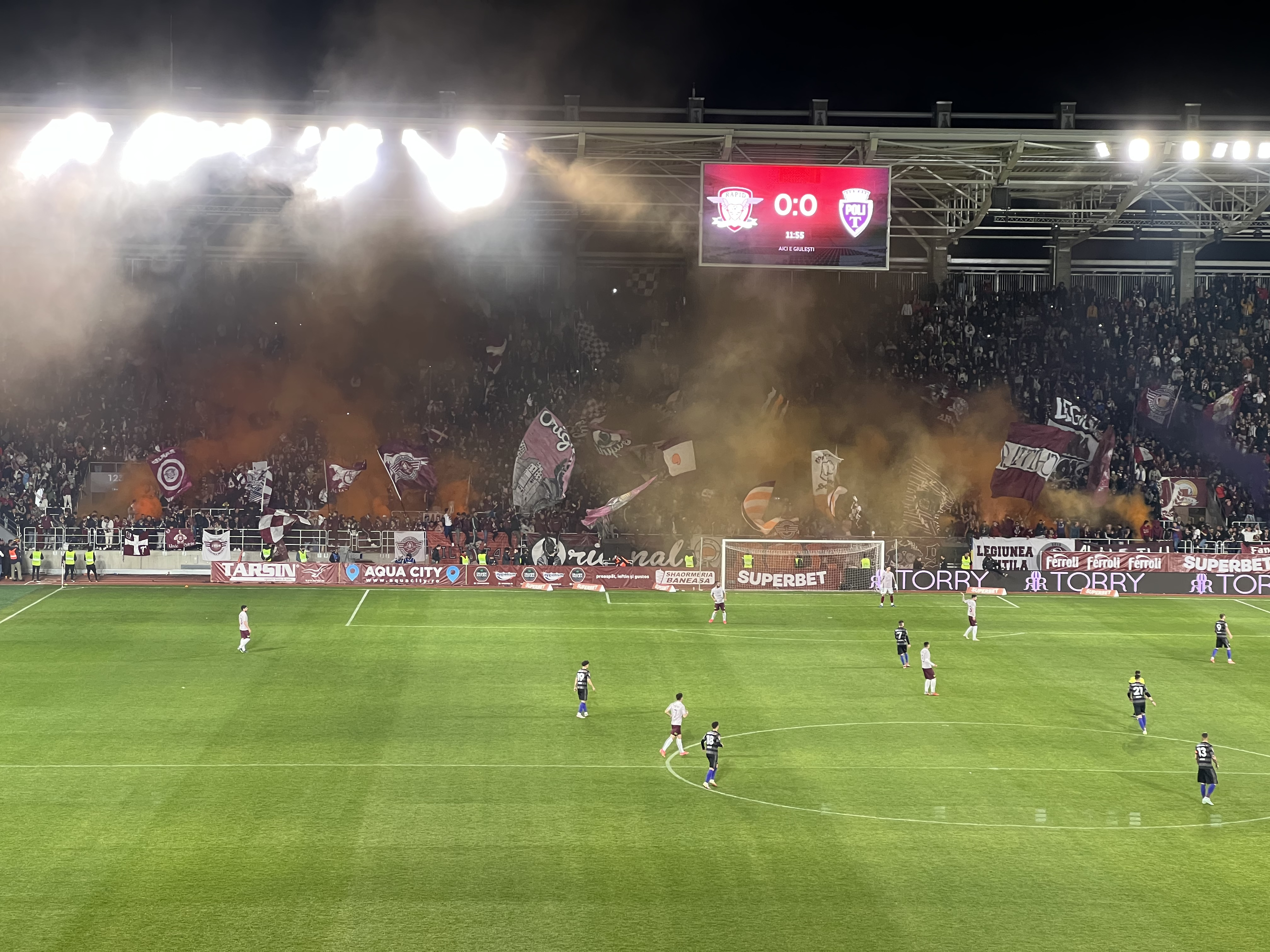
Ultrașii Peluza Nord Rapid

Peluza Nord Rapid București. Rapidul este prima echipă din România ce prezintă o galerie organizată, odată cu înființarea primei Ligi a Suporterilor din țară, Liga Suporterilor Rapidisti, în anul 1990. În prezent, galeria Rapidului este reprezentată de Peluza Nord Rapid cat si de niste grupuri care s-au mutat la peluza II a Stadionul Rapid. În 1998 a luat ființă prima grupare rapidistă, Oficial Hooligans '98. Pe parcurs au apărut și altele, precum Ultras Unione '98, Maniacs '99, Bombardierii '98, RHV '09, Original '03, Alcoolica '99, Chicos del Infierno '05 sau Militari '18, existând grupări și în provincie, în orașe precum Iași, Pașcani, Bacău, Zalău, Târgu Mureș, Pitești, Constanța, Târgoviște. 
În anul 2007 ia ființă gruparea Pirații '07, formată din foști membri ai grupurilor Ultras Unione '98, B’921 '04, Grant Ultras '06 si Maniacs '99 care se mută în tribuna II a stadionului din Giulești, după divergențe cu liderul de galerie al Peluzei Nord, Vali Bulgaru. Aceștia sunt urmați de alte brigăzi din Peluza Nord Rapid ca: Torcida Visinie '05, Ultra’ Stil '08, Legiunea Chitila '10 si Chicos del Infierno '05. De-a lungul timpului au existat numeroase conflicte între cele două facțiuni rapidiste, iar drept urmare, cei de la Tribuna 2 (Torcida Visinie '05, Ultra’ Stil '08, Niste Baieti '09 ) pleacă definitiv de lânga echipă în 2017, înființand un nou club, numit ACS Rapid Frumosii Nebuni Ai Giulestiului.
În Peluza Nord au mai ramas grupările Official Hooligans '98, a carui lider este si cel care conduce peluza, Liviu Ungurean cunoscut ca si Bocciu, Bombardierii '98, Militari Ultra '18, SVRB '16, Capitali '18, Alcoolica '99, Alianța Berceni '20. Rapidiștii au o frăție ce datează încă din anul 1980 cu Peluza Sud Timișoara (Politehnica Timisoara).
În 2024, se organizează o nouă grupare de ultrasi in Giulesti avându-și rădăcinile in peluza II a Stadionului Rapid. In acesta noua grupare se afla grupurile Original '03, RHV '09, South Side '25.

### Dinamo București

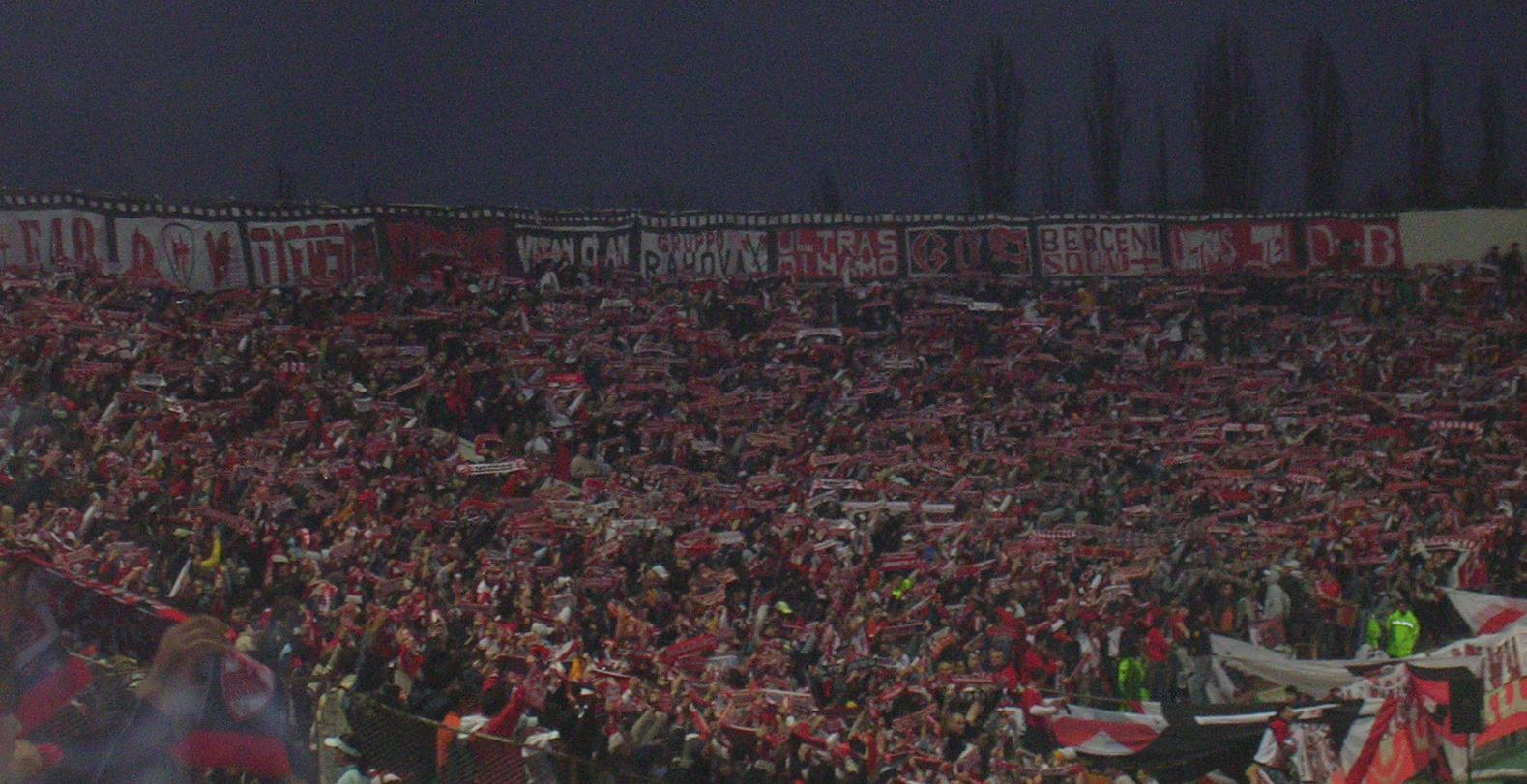
Ultrașii Peluzei Cătălin Hîldan

Peluza Cătălin Hîldan (PCH) este recunoscută la nivel mondial după realizarea a două coregrafii, Îngerii (votată drept coregrafia anului 2013 ) și Opera PCH (votată drept coregrafia europeană a anului 2014 și a doua la nivel mondial, după cea a grupării Winners 2005 din Casablanca. Votul a fost însă anulat, din motiv că a fost fraudat.) Galeria echipei din Groapă este una dintre cele mai active la nivel european și, poate, cea mai extinsă din România. Aceasta activează în peluza nordică a stadionului din bulevardul Ștefan cel Mare. De asemenea, clubul Dinamo are o galerie și în peluza sud, numită Sud Dinamo. Originile peluzei dinamoviste încep în 1996 prin gruparea Nuova Guardia '96. 
În prezent, ambele grupări dinamoviste au o strânsă legătură cu Peluza Șepcile Roșii (U Cluj) .În Peluza Catalin Hildan si Sud Dinamo au mai ramas grupările District ‘19, Nuova Guardia ‘96, Ultras Tei ‘98, Brigate Pantelimon ‘97, Panzer ‘04, Black Side ‘19, Dinamo Nostrum Lux ‘07, Ca la noi la nimeni ‘12, Sector 32 ‘09, Anturaj ‘17, Supreme Berceni ‘05. Ultrasi dinamovisti din Sud Dinamo au o legatura de prietenie cu ultrasi Curva Nord 69 (Inter Milano) și Ultras Levski (Levski Sofia). De asemenea grupul 021 au o legatura de prietenie cu grupurile Monte Verde (AS Roma) și Scum Army (Southampton FC)
Din 2023, a inceput sa apara conflicte in PCH rezultand la parasirea peluzei de mai multe brigazi de ultrasi (District ‘19, Ca la noi la nimeni ‘12, Tot Noi '12). In 2025, in cadrul Peluzei Catalin Hildan se regasesc grupurile: Nuova Guardia ‘96, Brigate Pantelimon ‘97, Ultras Tei ‘98, Panzer ‘04, Dinamo Nostrum Lux ‘07, Black Side ‘19, Veteranii '23, Siamo Noi '24.

### Steaua București

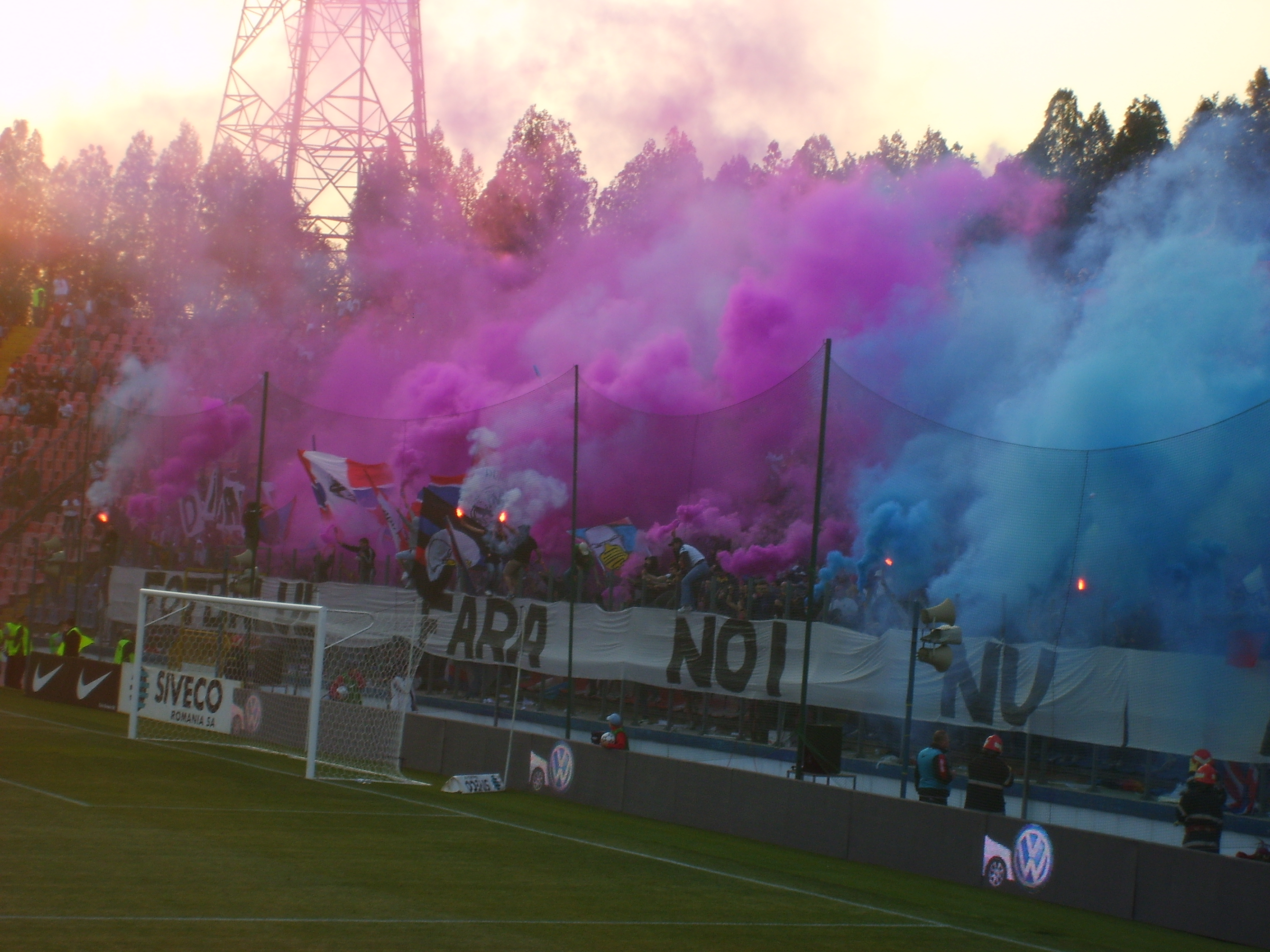
Ultrașii Peluzei Nord Steaua

Peluza Nord Steaua a luat ființă în anul 1995, cu mai multe grupuri de suporteri care există și astăzi. Printre acestea se numără: Armata Ultra '95, Titan Boys '96, Skins Berceni '96, Insurgenții Colentina '98, Tineretului Korp ‘98, Gruppo Apparte '98, Brigada XXL '99, Sharks Ferentari '99, Gruppo Voluntari Est '00, Nucleo Drumul Taberei '02, Ultras '02, Tradizone '02, Gherila PTM '05.De asemenea, echipa din Ghencea, este susținută și de un grup de suporteri din peluza sud, numiți Peluza Sud Steaua. Din aceasta fac parte grupurile de suporteri steliști Vacarm '02 , Hunters '04, ERA '06, Stil Ostil '03, Banda Ultra '04, South Boys '04, Glas '06, Outlaws '06, Roosters '05, Armata 47 Vest '06, Combat '09 și Shadows '08.
În prezent, după conflictul de identitate început din 2014, Peluzei Nord Steaua recunosc FCSB ca fiind continuatoarea echipei din Ghencea. Brigăzile care susțin echipa din SuperLigă sunt: Titan Boys ‘96, Skins Berceni ‘96, Insurgenții Colentina ‘98, Nucleo Drumul Taberei ‘02, North Boys ‘22, Slashers ‘23 si Transilvania Boys '23. Mai există, însă, și grupări care încă nu vin cu banner la stadion: Monopol'47, Camarad'47 și PTM'47.
Pe cand Peluza Sud Steaua sustin echipa Ministerului Apărării Naționale. Ultrasi stelisti au o fratie de peste 20 de ani cu Sector G (TSKA Sofia). De asemenea exista fratii si prieteni cu ultrasi Ultras Arad (UTA Arad), Peluza Nord Hunedoara (Corvinul Hunedoara), East-Side (NEC Nijmegen), Halunken (VfB Lübeck).

### Politehnica Timișoara

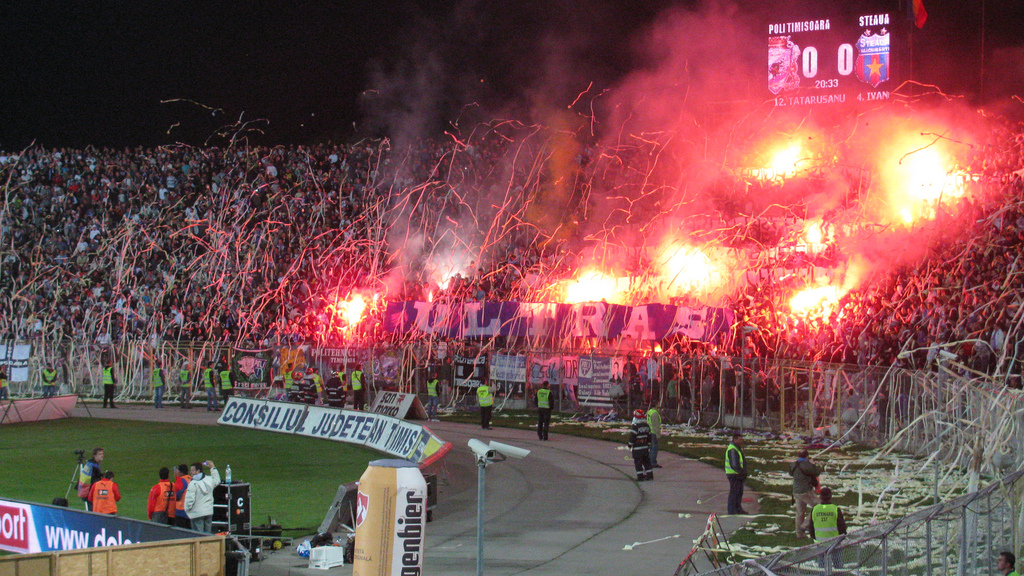
Ultrașii Peluzei Sud Timișoara

Peluza Sud Timișoara a susținut, de-a lungul timpului, echipa Politehnica Timișoara. Când echipa a fost desființată, timișorenii au refuzat să susțină noua echipă formată din fuziunea cu ACS Recaș, numită ACS Poli Timișoara, și și-au format propria lor echipă, începând din Liga a V-a, numită ASU Politehnica Timișoara, în anul 2013. Prima grupare a luat ființă în anul 1995 și se numea Commando Viola Ultra Curva Sud (CVUCS '95)  . Pe lângă frăția cu Peluza Nord Rapid și T2 Rapid (Rapid Bucuresti), timișorenii sunt înfrățiți cu ultrașii echipei germane din 2008, Nordkurve Mönchengladbach (Borussia Mönchengladbach).
Exemple de grupări din Peluza Sud Timișoara sunt: CVUCS '95, Masseria '02, Drojdierii '02, Batalion Giroc '02, GAV '07, MCMXXI '07, Gruppo Soarelui '08, Frenetic '13,Ultras Bastion '14.

### Universitatea Cluj

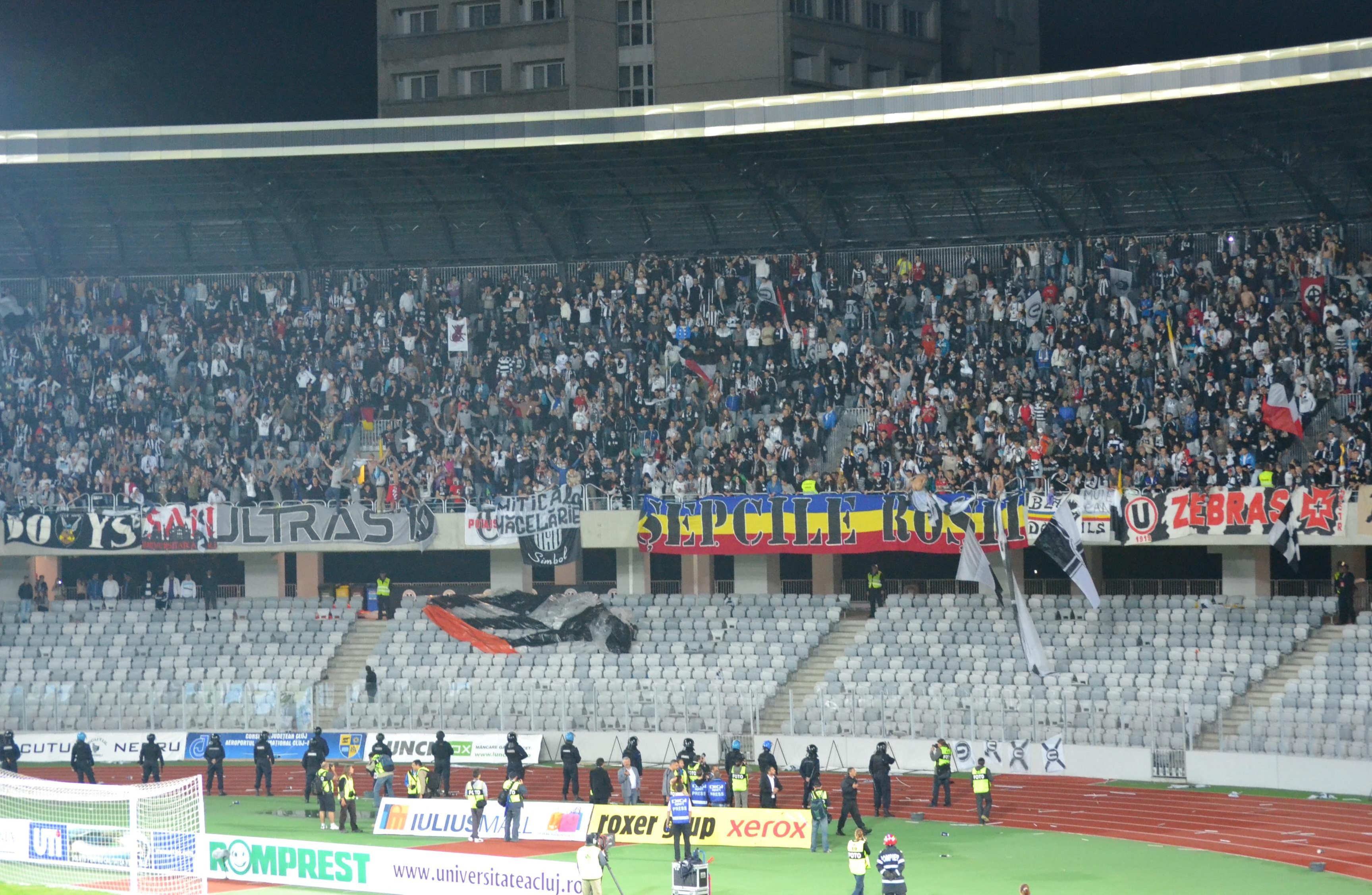
Ultrașii Peluzei Șepcile Roșii

Peluza Șepcile Roșii reprezintă denumirea peluzei Sud a Cluj Arena unde activează ultrașii echipei U Cluj. Prima grupare datează din anul 1972, Amicii "U" - fiind prima organizație de suporteri nesubordonată organelor de partid și de stat din Romania.
Prima factiune Ultras a echipei este Vecchia Guardia, aparuta in 1996. și activează în peluza stadionului, fiind formată din suporteri vechi ai Universității.  Alte exemple de grupari sunt: Boys '06, The Few The Proud The Ultras '12, Gropari '12, Manastur '13, PPS '10, Students '12, Baietii Ultra '25, Potaissa '08, etc. 
Echipa este sustinuta de un numar mare de persoane in toata regiunea Transilvaniei, avand grupari prezente din orase precum Gherla, Aiud, Turda, Dej sau Blaj. Peluza are o stransa legatura cu Peluza Catalin Hildan si Peluza Sud Dinamo (Dinamo Bucuresti) si cu Peluza Sud Petrosani (Jiul Petrosani) si Stegarii (SR Brasov).

### Universitatea Craiova
Peluza Nord și Sud Craiova reprezintă denumirea peluzelor în care activează suporterii echipelor FC U Craiova (Peluza Sud '97, cea mai veche peluza de ultrași craioveni, fondată în 1997) și CS U Craiova (Sezione Ultra, grupare formată în anul 2000 care face parte din peluza nordică). Deși și aceasta din urmă a susținut FC U Craiova la început dar după dezafilierea echipei craiovene, a trecut de partea echipei municipalității.
Peluză Sud Craiova ‘97 a reprezentat principala peluză de tip ultra din cadrul Olteniei . Acesta a sustinut U Craiova pana la dezafilierea echipei din 2011 cand in cadrul peluzei se aflau grupurile Freak Boys '99, Sezione Ultra ‘00, Ultras ‘04, Praetoria ‘05, South Guard '07, Hardcore Crew '10 si Utopia Targu Jiu.
Din anul 2007, gruparea Sezione Ultra ‘00 a ales să formeze o nouă peluză numită Peluza Nord Craiova lângă care li s-au alăturat brigăzile Nord Oltenia ‘16, Unu mai Unit ‘20, Vechiul Spirit Ultras ‘14 și Perspectiva Ultra '19.
Peluza Sud Craiova ‘97 a refuzat sa susțină echipa CS U Craiova , așadar cu ajutorul omului de afaceri Adrian Mititelu au înființat FC U Craiova in 2017. Acestia si-au dezvoltat peluza înființând mai multe brigăzii cu o mentalitate ultra. După ce echipa a pierdut disputa identitară, principalele facțiuni și-au suspendat pe o perioadă nedeterminată activitatea. În prezent, Peluza Sud Craiova nu mai este activa si este formată din: Ultras ‘04, Praetoria ‘05, South Guard '07,Gruppo Motru '08, Capillati '14, Unu și Unu ‘17, Puștanii Purisani ‘17, Sud Vest Lions ‘17, Sud Slatina ‘17, Ultras Comati ‘17. Liderii Peluzei Sud Craiova ‘97 sunt Andrei Preda, din Praetoria ‘05 și Sorin Chipesu, care făcea parte din Praetoria ‘05, fiind însă exclus din grup ca urmare a faptului că a ales să-și continue activitatea pe stadion, nerespectând decizia colectivă a grupului. In momentul actual dupa echipa FC U Craiova nu mai este sustinuta de niciun grup ultras oficial.
Ultrasi Craioveni nu este înfrățită cu nici o echipă, chiar dacă pe vremuri au existat frății cu echipe precum Rapid București sau Politehnica Timișoara. Brigada Praetoria ‘05 de la Peluză Sud Craiova ‘97 are o prietenie Fervent '07 (Farul Constanța). Pe plan european, ambele peluze craiovene au o prietenie cu ultrasi din Curva A Napoli (SCC Napoli) dar Nord Craiova expune de o fratie cu Amberes 17 (Royal Antwerp)
Cele două sunt în rivalitate, echipele susținute de cele două grupări respective revendicând ambele succesiunea față de Universitatea Craiova („Craiova Maxima”) dinaintea lui 1991, deși în instanță ambele părți au demonstrat că cealaltă nu este urmașa Craiovei Maxima.

### Petrolul Ploiesti

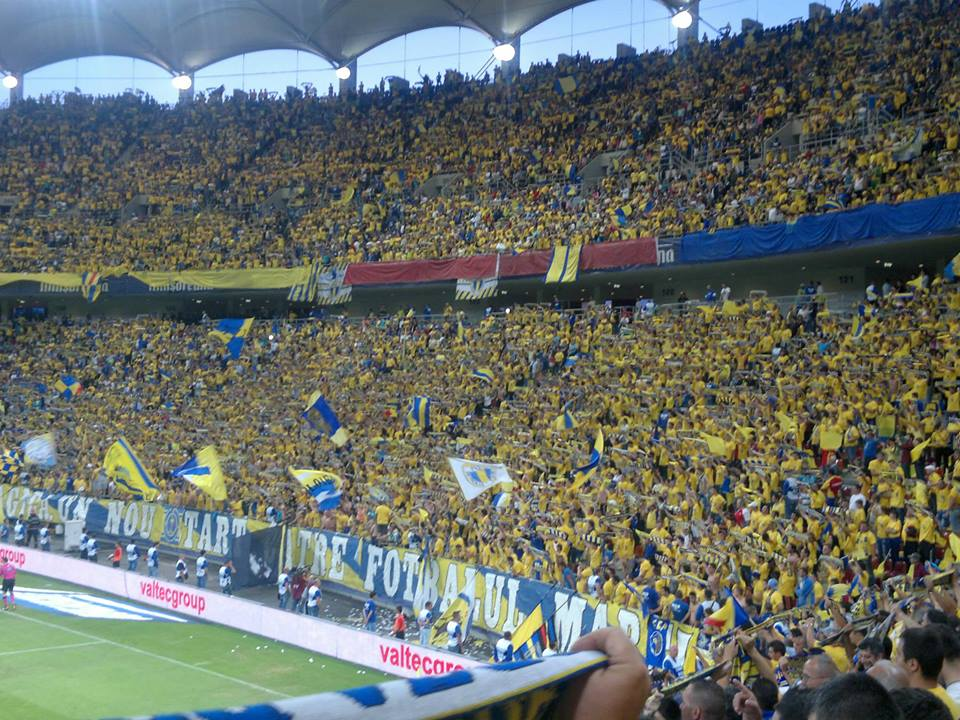
Ultrașii Lupii Galbeni

Lupii Galbeni reprezintă cea mai veche grupare susținătoare a echipei de fotbal Petrolul Ploiești, înființată în anul 1996 sub numele de Ultras Ploieștina . La inceputul anilor 2000 isi fac aparitia grupuri noi in peluza : Malul Rosu Maniacs '01, Knot '04, Punks '03, Partizanii '06. 
In anul 2012 se pune bazele unei noi factiuni de suporteri pe Stadionul Ilie Oana, Peluza Latina, initial aceasta fiind formata doar din grupul United, ulterior alaturandu-se grupurile Malul Rosu Maniacs '01, Knot '04 si The Unity '22. Alte grupuri din galeria Petrolului : Lethal Gang '01 , Zona Vest '11, Hooligans '12, Young Holligans '16, Contrasens '15. În România, aceștia mențin o relație de frăție cu Peluza Nord Galati (Otelul Galati). In Europa, ultrasi petrolisti au stabilit o frăție apropiată cu suporterii Crew 81 (Vitesse Arnhem), Geneche '07 (KRC Genk) și Curva Sud Salerno (Salernitana).

### Politehnica Iași
Peluza Nord Iași este locul în care se adună, în prezent, susținătorii echipei FC Politehnica Iași. În trecut, aceștia au susținut echipa FC Politehnica Iași, desființată în anul 2010. În prezent, singurele grupări care activează în peluză sunt Băieții Veseli  '09, Ultras Iasi '13, Youth Ultras '18, Anturaj Tanar '18. De asemenea, pe vremea Politehnicii existau suporteri și în Peluza Sud Iași, precum Settore Ultra '06 și chiar Băieții Veseli '09, într-o anumită perioadă. Băieții Veseli '09 sunt înfrățiți cu galeria echipei de peste Prut, Oastea Fiară (Zimbru Chișinău) . De asemenea, au o relație strânsă cu Baricada '09 (Farul Constanța) și cu Republica Nisporeni '12 (Speranța Nisporeni) , dar și cu ultrașii Legio Azurra '09 (Dacia Unirea Brăila).

### Farul Constanța
Peluza Marină Farul este denumirea generală a suporterilor echipei Farul Constanța. Cea mai cunoscută grupare este Aria Ultra', fondată în anul 2000. Aria Ultra' au o relație de frăție cu Vacarm '02 (CSA Steaua). Brigada Baricada '09 are o relație de prietenie cu suporterii Legio Azurra '09 (Dacia Unirea Brăila).. De asemenea, cei de la Fervent '07 au o relație de prietenie cu Praetoria ‘05 (Universitatea Craiova). De la unificarea cu Viitorul, Farul a mai crescut ca și număr de persoane. Activitatea ultra este bună, deplasări decente și coregrafii reușite. Cele mai mari rivalități sunt: U Cluj, Rapid, Dinamo, Poli Timișoara, Delta Tulcea și Oțelul Galați.

### Arges Pitesti
Peluza Nord Pitești reprezintă peluza suporterilor echipei FC Argeș. Prima grupare piteșteană a luat ființă în anul 1997 și se numea Ultras Argeș, formată din mai multe facțiuni, precum White-Violet Eagles, Violet Republic '99 sau Ultras Gavana. Aceștia și-au înființat propria echipă de fotbal, numită FC Argeș Pitești. Au o relație de prietenie cu Peluza Sud Sibiu (Voința Sibiu) și cu Anturaj Bleu-Albastru (Progresul Spartac)

### FC Vaslui

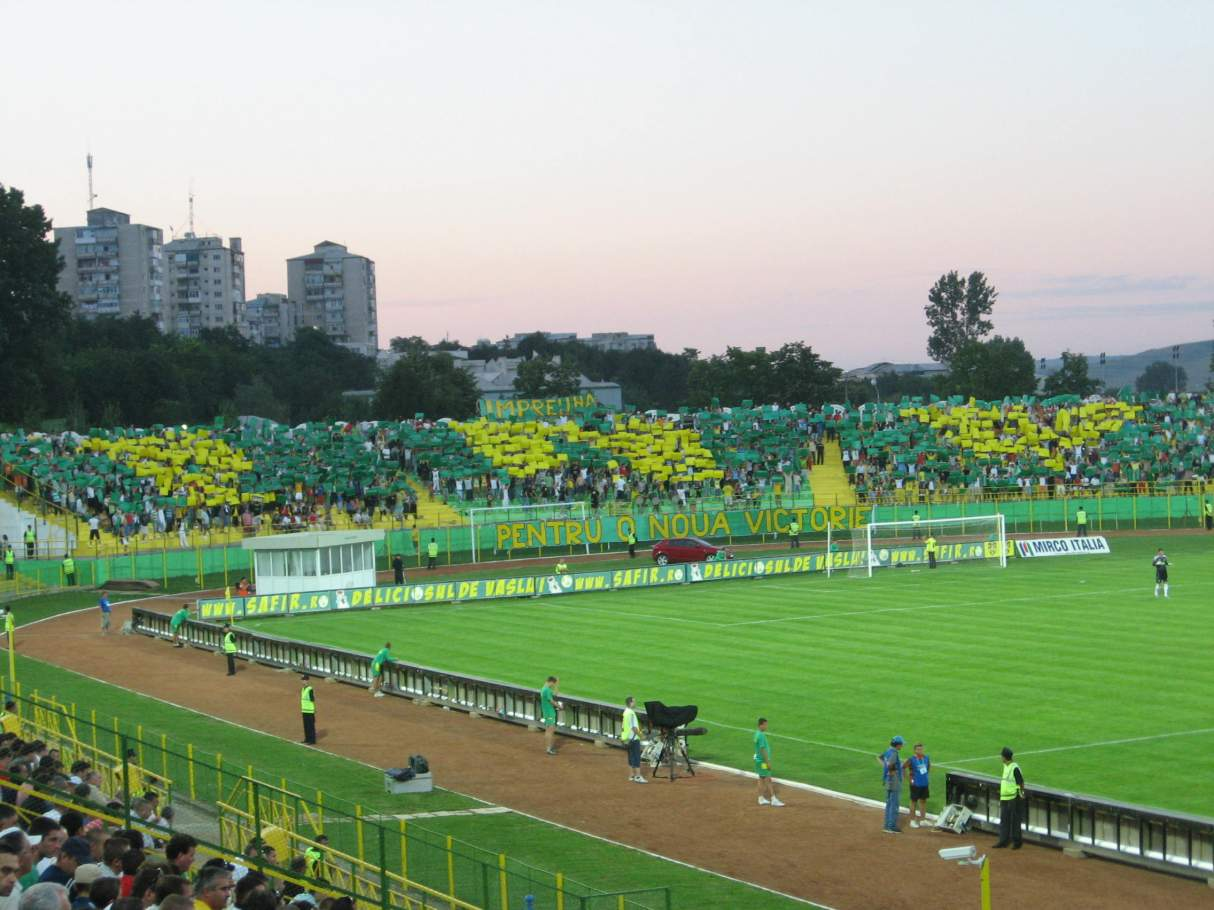
Ultrașii Peluzei Nord Vaslui

Peluza Nord Vaslui reprezintă galeria suporterilor echipei FC Vaslui. Deși se zvonește că primii suporteri vasluieni ar fi apărut in anul 1999, prima grupare a fost Brigada Supremă, în 2002, grupare care la acea vreme susținea echipa Sportul Municipal Vaslui, această echipa desființându-se însă în vara lui 2002 din cauza datoriilor, chiar când apăruse FC Vaslui, echipă cu care vasluienii s-au obișnuit foarte rapid. Pe parcurs au mai apărut grupări precum Dorobanții, care a luat ființă în anul 2004, dar și Radical (2005, desființată în 2006 după ce bannerul a fost capturat de rapidiști), Furieux, Excentric (ambele 2006).  La desființarea echipei patronate de Adrian Porumboiu, în 2014, aceștia și-au creat propria lor echipă, numită FC Vaslui 2002, iar în 2017 a apărut gruparea Tineri și Neliniștiți.  (De menționat că, în 2002, suporterii erau situați în Peluza Sud a "Municipalului" vasluian, mutându-se abia în vara lui 2005 în Peluza Nord, când galben-verzii reușiseră promovarea în prima divizie, motivul mutării este însă necunoscut.) Nu are relații de frăție cu anumite peluze. Principalii lor rivali au fost cei de la Iași, dar vasluienii au avut și alți rivali: suporterii Oțelului, dar și ai Rapidului, Stelei, CFR-ului.

### Jiul Petrosani
Peluza Sud Petroșani reprezintă peluza suporterilor echipei Jiul Petroșani. Prima grupare a fost Black White Miners, care a luat ființa în anul 2004, fiind capturată de rivalii hunedoreni în 2009. O altă grupare, încă activă, este Noi din Vale, care are o relație de frăție cu Black Devils '06 (U Cluj), dar și cu Guardia Rosso-Nera '96 (CSM Resita).

### UTA Arad
Ultras Arad  reprezintă denumirea peluzei în care activează suporterii echipei UTA Arad, grupările active de ultrași numindu-se Out of Control '17, Red Boys Crew '21, Red Code Arad '24 și  Neuman’s '22. Primul grup a luat ființă în anul 1996, numit Red Fighters, pe parcurs apărând și alte grupări cunoscute, precum SUR, RASA, Directivo Ultra și Commando Hooligans. Arădenii au o frăție cu Peluza Nord Hunedoara (Corvinul Hunedoara), Peluza Sud Steaua (CSA Steaua) și cu ultrașii Samlet for Aarhus (Aarhus Gymnastikforening).

### Corvinul Hunedoara
Peluza Nord Hunedoara este locul unde se adună la meciuri suporterii echipei Corvinul Hunedoara. Prima grupare a fost înființată în anul 1997 și se numea Băieții Veseli, neavând vreo legătură cu ultrașii ieșeni. Pe rând au mai apărut și alte grupări, precum Toxic Zone, Ultras și Nuova Ultras Corvinul. Hunedorenii sunt înfrățiți cu Ultras Arad (UTA Arad) și Peluza Sud Steaua (CSA Steaua).

### CSM Resita
Guardia Rosso-Nera reprezintă prima grupare a suporterilor echipei CSM Reșița, fiind înființată în anul 1996. Aceasta a avut o relație de frăție cu suporterii echipei FC Caransebeș, ulterior transformată în rivalitate. De asemenea, au o relație de prietenie cu Noi din Vale (Jiul Petrosani).

### Ceahlau Piatra Neamț
Ceahlăul a avut de-a lungul timpului o relație specială cu suporterii, echipa din Piatra Neamț fiind recunoscută ca fiind reprezentativă nu numai pentru municipiul de pe Valea Bistriței, cât și pentru județul Neamț. Prima grupare ultras organizată au fost Tinerii Nemțeni, care împreună cu Gate 7, au susținut echipa atât la meciurile de acasă, cât și în deplasări, până în momentul intrării echipei în faliment, în primăvarea anului 2016. ”Băieții de sub Pietricica” a fost o grupare în care au activat suporterii ultras ai echipei CSM Ceahlăul Piatra Neamț în perioada 2016-2020. Cunoscută și ca ”Peluza Sud Ceahlăul”, această grupare a fost formată în august 2016, în urma reînființări echipei locale. În ianuarie 2020, brigada a semnat un pact de înfrățire cu "Brigada Vrancea", grupul de suporteri ce susțin echipa CSM Focșani. Parcursul bun din returul sezonului 2022/23 al Ligii a 3-a a Ceahlăului avea să aducă din ce în ce mai mulți oameni la stadion și odată cu revenirea în lupta pentru promovarea în Liga 2, în primăvara anului 2023, o grupare din vechea galerie a Ceahlăului, brigada GATE 7, a decis să revină în mod oficial alături de echipă, ca mai apoi, în timpul presezonului 2023/24, să se formeze o nouă brigadă: Black&Yellow Squad , brigadă care are ca scop adunarea tuturor tinerilor fani ( Youth Brigade ) sub o singură egidă. Ambele brigăzi au ca și localizare Peluza Nord a Stadionului Ceahlăul. Deoarece membrii vechii brigăzi Băieții de sub Pietricica au ales să devină noi mebrii în brigada GATE 7, gruparea a decis ca înfrățirea cu Brigada Vrancea (CSM Focșani) să rămână valabilă. 

### Voința Sibiu

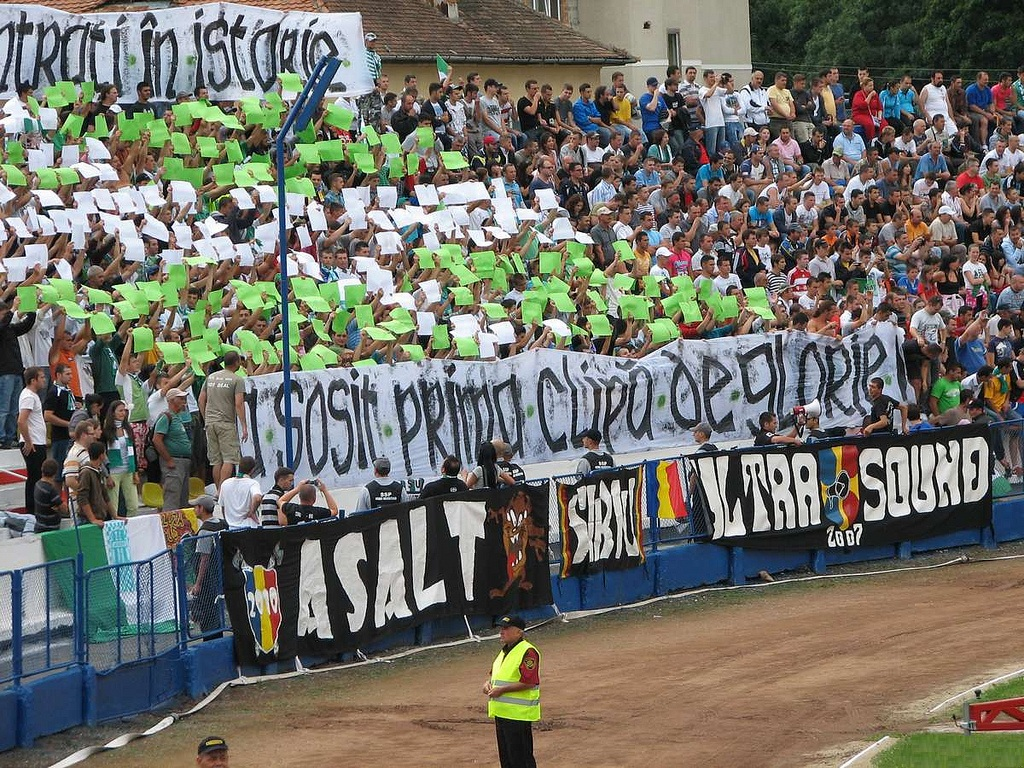
Ultrașii Peluzei Sud Sibiu

Peluza Sud Sibiu reprezintă peluza suporterilor echipei Voința Sibiu. Cea mai veche grupare de ultrași sibieni este Ultra Sound, formată în anul 2007, capturată 10 ani mai târziu de Peluza Șepcile Roșii. La început, aceasta susținea exclusiv echipa de baschet a orașului, CSU Sibiu, din 2009 mergând și în peluza sudică a stadionului. În prezent, suporterii și-au format propria echipă, LSS Voința Sibiu, după ce CSU Voința Sibiu s-a desființat. Au o relație de prietenie cu Peluza Nord Pitești (FC Arges Pitesti) și cu Anturaj Bleu-Albastru (Progresul Spartac)

### CFR Cluj

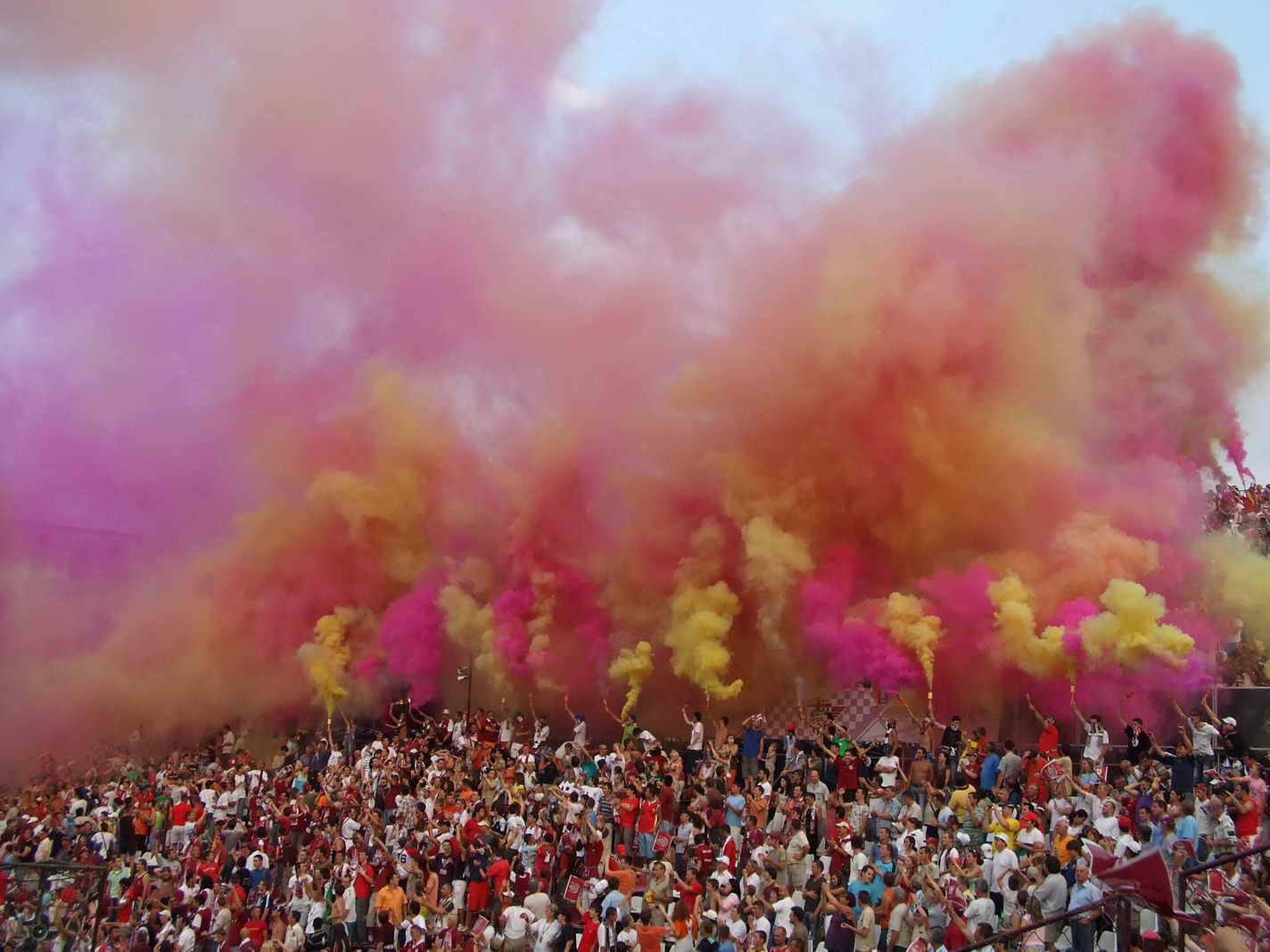
Ultrașii CFR Cluj

La începutul anilor '2000, fenomenul ultras a început să pătrundă și în peluza CFR-ului. În 2002, an în care echipa promova în Divizia B, se înființează Commando Gruia '02, grupare formată din suporteri insensibili la performanțele slabe ale echipei, dar pe masura parcursului CFR în sezonul 2002-2003, aceasta evoluează într-o adevărată grupare. În 2004, în urma revenirii în Divizia A dupa o pauză de 28 de ani, numărul de membrii a crescut semnificativ, perioadă în care gruparea s-a divizat, apărând sub-grupari de genul Camorra, Mad Boys, Ultras Commando Gruia, KVSC, ultima grupare fiind dominată de suporteri de naționalitate maghiară. Odată cu performanțele echipei, cele mai importante grupări ce au apărut au fost Fidelis , Ablaze, Gruppo Gara, Patriots, Romaniacs si Depo Clan. O alta grupare importantă, a fost Sector 24, care a cuprins toși membri brigăzilor mai sus mentionate. Foarte recent a mai apărut o grupare de ultrași în tribunele CFR-ului pe nume "Frânarii " ei sunt ex membrii Juvenes și Nostra Familia, ultima fiind capturată de către dinamoviști după un meci disputat între cele două echipe.
Dupa performantele din anii 2010, Peluza Visinie s-a reiventat, obtinand mai multi ultrasi tineri, formandu-se grupurile: The Mob '22, Tinerii Frânari '22, Legione Gruia '22. Aceste gruputi formeaza in prezent peluza devenind una dintre cele mai puternice peluze din Cluj. Peluza Visinie are o fratie cu ultrasi Sector 18 Pyunik (Pyunik Erevan).

### SR Brașov

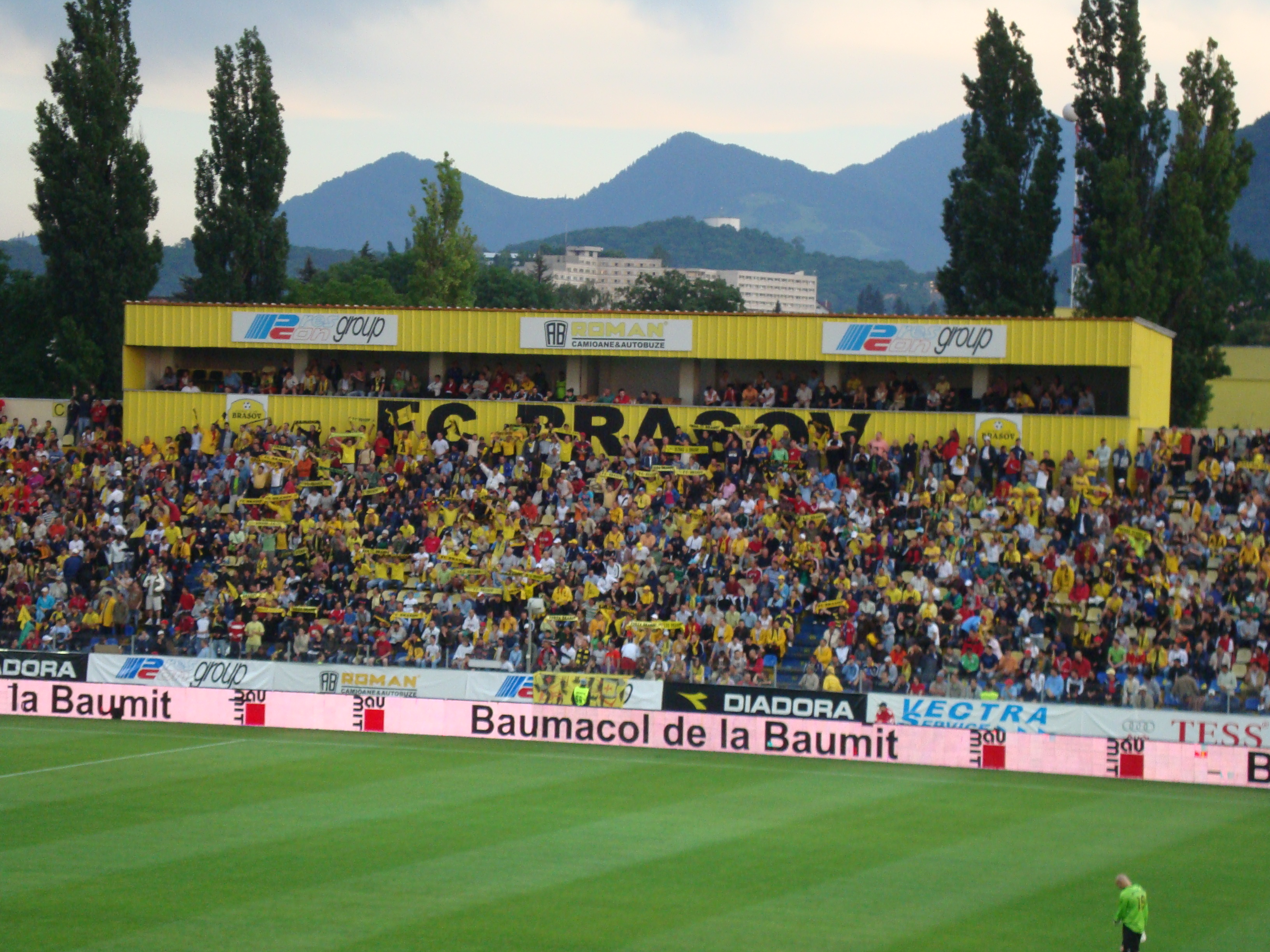
Ultrașii Stegari

Stegarii reprezintă denumirea suporterilor echipei SR Brașov. Cea mai veche grupare este Flank Ultra, înființată în anul 1998. De-a lungul vremii au apărut și alte grupări, precum Delinquent, formată în 2007, Youth17, formată in anul 2017, Gherila36, fondată in 2011, Caesa Ultra', fondată in anul 2018 și grupul Forza Carpatica așa ziși bătrânii galeriei. Suporterii brașoveni au o relație de prietenie cu băieții de la Peluza Sepcile Rosii (U Cluj).

### Foresta Suceava
Comando Bukowina este grupul care susține Foresta Suceava, înființat în 2015. O altă grupare de suporteri din Suceava este Dakay, înființată în anul 2006, care au susținut FC Cetatea Suceava 

### FC Botosani
Peluza Nord și Sud Botoșani sunt peluzele unde se adună suporterii echipei FC Botoșani. În 2007 se formează gruparea Ultras Botoșani în peluza nordică, urmată de BT Pride . BT Pride se mută în peluza sudică, alături de un grup nou, Renegații, după un conflict cu o altă grupare din nordul stadionului, Dark Hooligans. 
Dark Hooligans a fost capturată de Băieții Veseli Iași. Fenomenul moare pentru o perioadă de câțiva ani în Botoșani. Între timp, își face apariția un nou grup, North Legion BT, care este capturat de Ultras Suceava la scurt timp după înființare, urmând ca in 15 martie 2024 să își facă apariția pentru prima dată în meciul cu Universitatea Cluj gruparea Youth 24' BT.

### Gloria Buzau
Peluza Crâng Buzău este actuala galerie a echipei Gloria Buzău, grupare fondată în anul 2013. În trecut, în peluza nordică au făcut front comun grupările Gruppo Unico, fondată în 2007, și Gherilla Crâng.

### ASA Târgu Mureș
Fenomenul ultras a pătruns in Târgu Mureș doar la inceputul aniilor 2000 când s-au unit mai multe brigăzi ultras mureșene sa formeze Peluza Sud Târgu Mureș care a susținut echipa intr-un mod expresiv cu scenografi si mesaje expuse in timpul meciurilor dar si printr-un stil diferit fata de suporteri altor echipe din Romania. Legio Vici Maris '08 este un grup de suporteri înființat în anul 2008, la Târgu Mureș, ca urmare a inițiativei unor membri ai fostului grup Orange Boys. Decizia acestora de a părăsi vechea grupare a fost determinată de divergențe interne și de dorința de a nu mai avea nicio legătură cu structura anterioară sau cu conducerea clubului din acea perioadă, devenid indepedentii fata de conducerea clubului.Noua grupare a atras rapid alți susținători locali, tineri pasionați de fotbal și animați de atașamentul față de orașul Târgu Mureș.
În urma unor probleme apărute în 2011, membrii Legio Vici Maris '08 au decis autosuspendarea activității din peluză pe termen nelimitat, subliniind caracterul independent al grupului față de conducerea clubului.De-a lungul activității sale, Legio Vici Maris a cultivat o relație de prietenie cu gruparea Lorzii Nordului '07, susținători ai echipei Gloria Bistrița. Această legătură s-a format pe baza unui respect reciproc și a valorilor comune împărtășite de ambele

### Gloria Bistrita
Lorzii Nordului '07 reprezintă cea mai mare grupare de suporteri a echipei Gloria Bistrița. Această grupare a fost fondată în anul 2007, însă prima apariție la un meci oficial a avut loc cu doi ani mai târziu.Acestia expun de o prietenie cu suporteri Legio Vici Maris '08.

### Olimpia Satu Mare
Peluza Sud Satu Mare reprezintă peluza unde activează suporterii echipei Olimpia Satu Mare. Cea mai veche grupare este Sezione Ostile, care a fost fondată în anul 2005. Alte grupări sunt Old Boys Olimpia și Commando Oli. Suporterii sătmăreni au o relație de frăție cu Peluza Nord Oradea (Bihor Oradea).

### Minaur Baia Mare
Commando Bulldogs este cea mai veche grupare de suporteri ai echipei Minaur Baia Mare, fondată în anul 1998. De-a lungul vremii, aceștia au avut pauze în care nu au mai susținut echipa, între care s-au format și alte grupări, precum Gruppo Nord, în anul 2008.

### Bihor Oradea
Peluza Nord Oradea reprezintă peluza galeriei echipei FC Bihor Oradea. Prima grupare a fost Rebelii Orădeni, apărută în anii '90. În anul 2005 s-a format grupul Peluza Nord, transformat în anul 2010 în Asociația Suporterilor Orădeni. Aceștia au o relație de frăție cu ultrașii Peluza Sud Satu Mare (Olimpia Satu Mare).

### Gaz Metan Medias
Rude Boys reprezintă singura galerie care susține, în prezent, echipa Gaz Metan Mediaș. Primele grupări au apărut în anul 2000: Ultra Med, Gruppo Bianco Nero și Comando domină Ardealul. În prezent, stadionul Gaz Metan nu are decât o singură peluză, ocupată de oaspeți. Astfel, suporterii stau în tribună.

### Dacia Unirea Brăila
Peluza Sud Brăila este peluza în care se desfășoară galeria echipei Dacia Unirea Brăila. Prima grupare a fost Legio Azzurra, fondată în anul 2009. Aceștia susțin și echipa de handbal feminin, HC Dunărea Brăila.

### Pandurii Târgu Jiu
Regimentul Târgu Jiu reprezintă singura galerie care susține, în prezent, echipa Pandurii Târgu Jiu. A fost înființată în anul 2018.

### Flacăra Moreni.
Peluza Sud Moreni este peluza în care activează suporterii echipei Flacăra Moreni. Singura grupare din peluză este Ultra Sud Moreni, formată în anul 2012.

## Ultras Republica Moldova

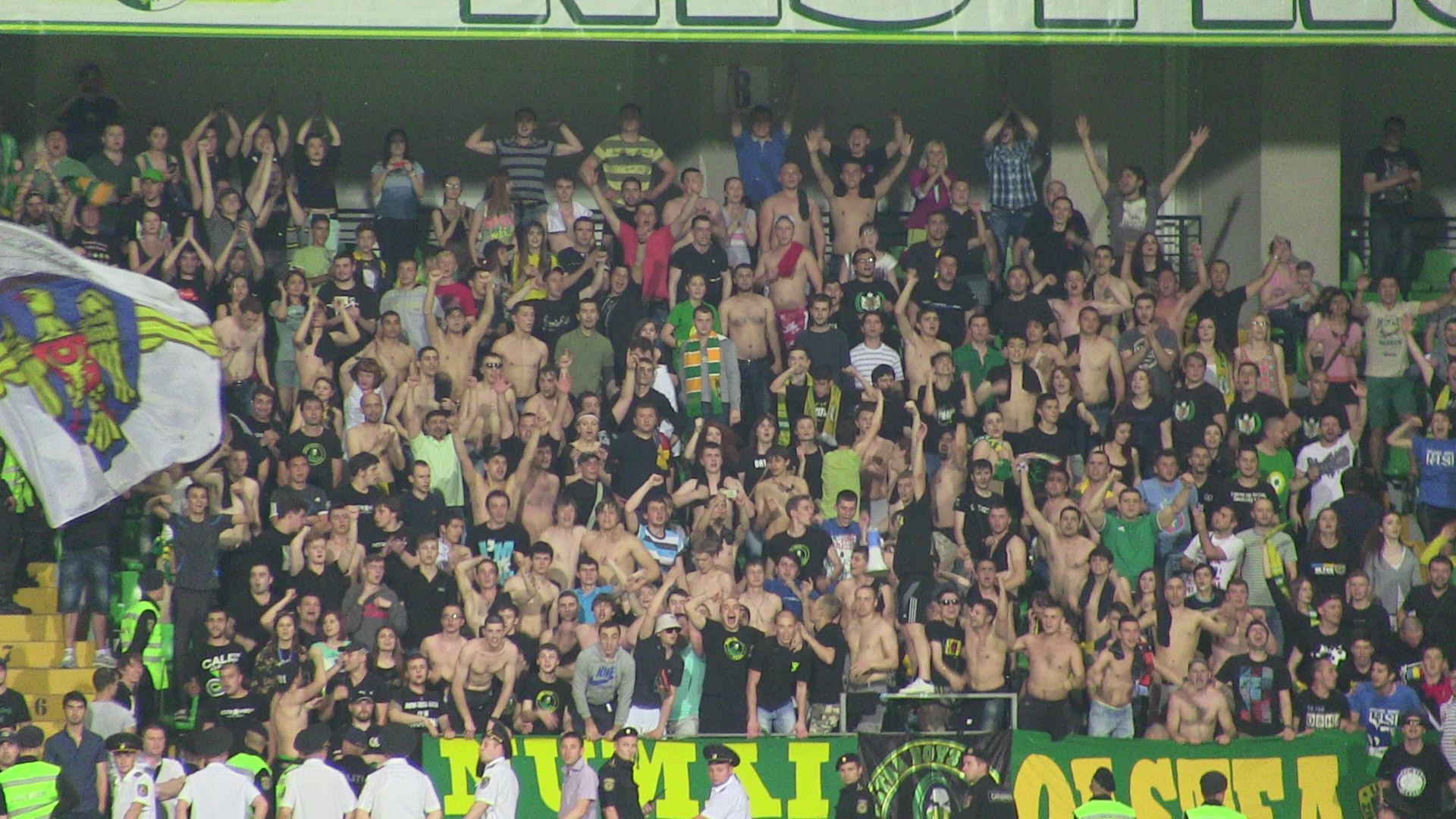
Ultrașii Oastea Fiară

### Zimbru Chișinău
Oastea Fiară este cea mai mare grupare ultra din Republica Moldova, reprezentând galeria suporterilor echipei Zimbru Chișinău. Având o frăție cu Băieții Veseli Iași încă din anul 2009 și o relație strânsă cu  Republica Nisporeni și Ultras Banská Bystrica, aceștia au luat ființă în anul 2008, însă cea mai veche grupare datează încă din 1996, numită Galerie Zimbru, apoi a luat ființă și un grup de suporteri numit DESTROYER '96, făcându-i, astfel, cei mai vechi ultrași de peste Prut. Oastea Fiară ține la curent peste 3.000 de suporteri cu mișcările ultra din toată lumea . Oastea Fiară împarte sectorul 16 cu Rebelii Ultra. O altă grupare de suporteri zimbriști este Ultra Boys. Deoarece nu susțin Unirea Basarabiei cu România, aceștia stau separat, în sectorul 8.

### Dacia Chișinău
Noua Legiune este gruparea rivală a celor de la Oastea Fiară, reprezentând galeria suporterilor echipei Dacia Chișinău. Aceștia au o relație de frăție cu Steel Boys Galați.

### Speranța Nisporeni
Republica Nisporeni reprezintă gruparea ce susține Speranța Nisporeni. Au o relație de frăție cu Oastea Fiară și o relație strânsă cu Băieții Veseli Iași.

### Milsami Orhei
Vulturii Roșii sunt galeria echipei Milsami Orhei. Aceștia au o relație amicală cu suporterii echipei Șahtior Soligorsk.

### Dinamo Tiraspol
Dnestreane sunt un grup de suporteri pro-ruși ai echipei Dinamo Tiraspol.

### Sheriff Tiraspol
Ultras Sheriff reprezintă galeria echipei Sheriff Tiraspol. La fel ca și ceilalți suporteri din Tiraspol, sunt pro-ruși.

### Zaria Bălți
Ultras Beltsy sunt o altă grupare pro-rusă, susținători ai echipei FC Zaria Bălți. Aceștia împart peluza cu cea mai veche brigadă de suporteri bălțeni, Red Smoke Firm, fondată în 2008.

### Saxan Ceadîr-Lunga
Saxan Ultras este o grupare pro-rusă, care susține echipa Saxan Ceadîr-Lunga.